# Порівняльна медицина
Порівняльна медицина (англ. Comparative medicine) —  це вивчення хвороб у людей та тварин, розглядаючи подібність та відмінність між ними. Завдяки цим типам досліджень науковці можуть знайти шляхи для кращої діагностики, профілактики та лікування захворювань у всіх біологічних видів. 

## Історія та значення дисципліни
Порівняльна медицина є допоміжною дисципліною а також окремою дисципліною одночасно. Протягом багатьох років ми вивчаємо власну реакцію на хвороби, вивчаючи реакцію інших тварин. Наприклад, миші та примати, що не є людиною, забезпечують корисні біологічні моделі, які дають змогу відкривати нові знання. Зміна парадигми розпочалася в 1929 році, коли нобелівський лауреат Артур Крог (англ. Arthur Krogh) запропонував у статті, опублікованій у Science, вченим розглядати захворювання, які зустрічаються в природі у тварин, а не лише ті захворювання, які викликані в лабораторних експериментах.
Історично порівняльна медицина була в центрі наукових досягнень, про що свідчать дослідження Е. Дженнера, Р. Коха та А. Себіна. 
Едвард Дженнер вивчав тваринні моделі сказу і спостерігав, що раніше заражені собаки були захищені, а також люди, які доять корів, були захищені проти коров'ячої віспи, що завершилось дослідженнями вакцин.
Він перевірив свою теорію і через два роки опублікував висновки. Так з'явилося слово вакцина (від лат. vacca — корова).
Роберт Кох виявив організми, що викликають сибірську виразку, туберкульоз, холеру. Його основна увага приділена культурологічним методам розмноження організмів та досліджень на тваринних моделях спонукала до формулювання Постулатів Коха, які визначили чотири критерії для визначення причинного зв’язку конкретного мікроорганізму з хворобою. 
Альберт Себін підкреслив важливість порівняльної медицини, заявивши, що "до цього часу в дослідженнях різних характеристик різних штамів вірусу поліомієліту було використано приблизно 9000 мавп, 150 шимпанзе та 133 добровольці-людини. Ці дослідження були необхідні для вирішення багатьох проблем, перш ніж пероральна вакцина проти поліомієліту могла стати реальністю".
У 2003 році Національний інститут охорони здоров’я США (англ. абрев. NIH) створив свою порівняльну онкологічну програму, щоб зосередитись на вивченні та лікуванні раку, загального як для собак, в основному, так і для людей. Американський Центр порівняльної медицини та Центр порівняльного раку — це два підрозділи, які на даний час демонструють переваги об’єднання Школи ветеринарної медицини та Школи медицини для дослідження захворювань та вирішення проблем охорони здоров’я.

## Сучасний розвиток порівняльної медицини
Порівняльна медицина в розвинених країнах на сучасному етапі все частіше асоціюється з моделюванням захворювань людини, включаючи вирішальну роль ветеринарів, центрів тваринницьких ресурсів та інституційних комітетів з догляду та дослідження тварин, сприяння та забезпечення гуманного та відтворюваного лабораторного догляду та використання тварин.
Порівняльна медицина вивчає тварин-супутників людей. Оскільки, подібно до людей, коти та собаки демонструють генетичну мінливість, харчуються різноманітно, мають різні особисті звички та живуть у широкому діапазоні середовищ — і все це відіграє певну роль у різних процесах захворювання.
Якщо метою сучасної біомедицини є впровадження нових підходів для зміцнення здоров'я окремих суб'єктів, вони повинні прийняти такі принципи, як ті, що регулюють дисципліну порівняльної медицини. Цей рушійний принцип порівняльної медицини за замовчуванням дає бажані результати як з точки зору здоров'я, так і з точки зору суспільства.

## Порівняльна медицина в Україні
На даний час в Україні відсутні окремі підрозділи та інституції з вивчення дисципліни "порівняльна медицина".